# Claudiu Petrila
Claudiu Petrila (Sânnicolau Român, 7 de noviembre de 2000) es un futbolista rumano que juega en la demarcación de centrocampista para el Rapid de Bucarest de la Liga I.

## Selección nacional
Después de jugar en las categorías inferiores de la selección, finalmente hizo su debut con la selección de fútbol de Rumania el 17 de noviembre de 2022 en un encuentro amistoso contra Eslovenia que finalizó con un resultado de 1-2 a favor del combinado esloveno tras el gol de Denis Drăguș para Rumania, y los goles de Benjamin Šeško y Andraž Šporar para Eslovenia.

## Clubes
| Club                               | País    | Año       | Partidos | Goles |
| ---------------------------------- | ------- | --------- | -------- | ----- |
| CFR Cluj                           | Rumania | 2018-2020 | 29       | 1     |
| Sepsi OSK Sfântu Gheorghe (cedido) | Rumania | 2020-2021 | 26       | 5     |
| CFR Cluj                           | Rumania | 2021-2023 | 99       | 14    |
| Rapid de Bucarest                  | Rumania | 2023-     | 26       | 4     |

## Palmarés

### Títulos nacionales
| Título | Club     | País    | Año  |
| ------ | -------- | ------- | ---- |
| Liga I | CFR Cluj | Rumania | 2019 |
| Liga I | CFR Cluj | Rumania | 2020 |
| Liga I | CFR Cluj | Rumania | 2022 |